# Wrocławi főegyházmegye

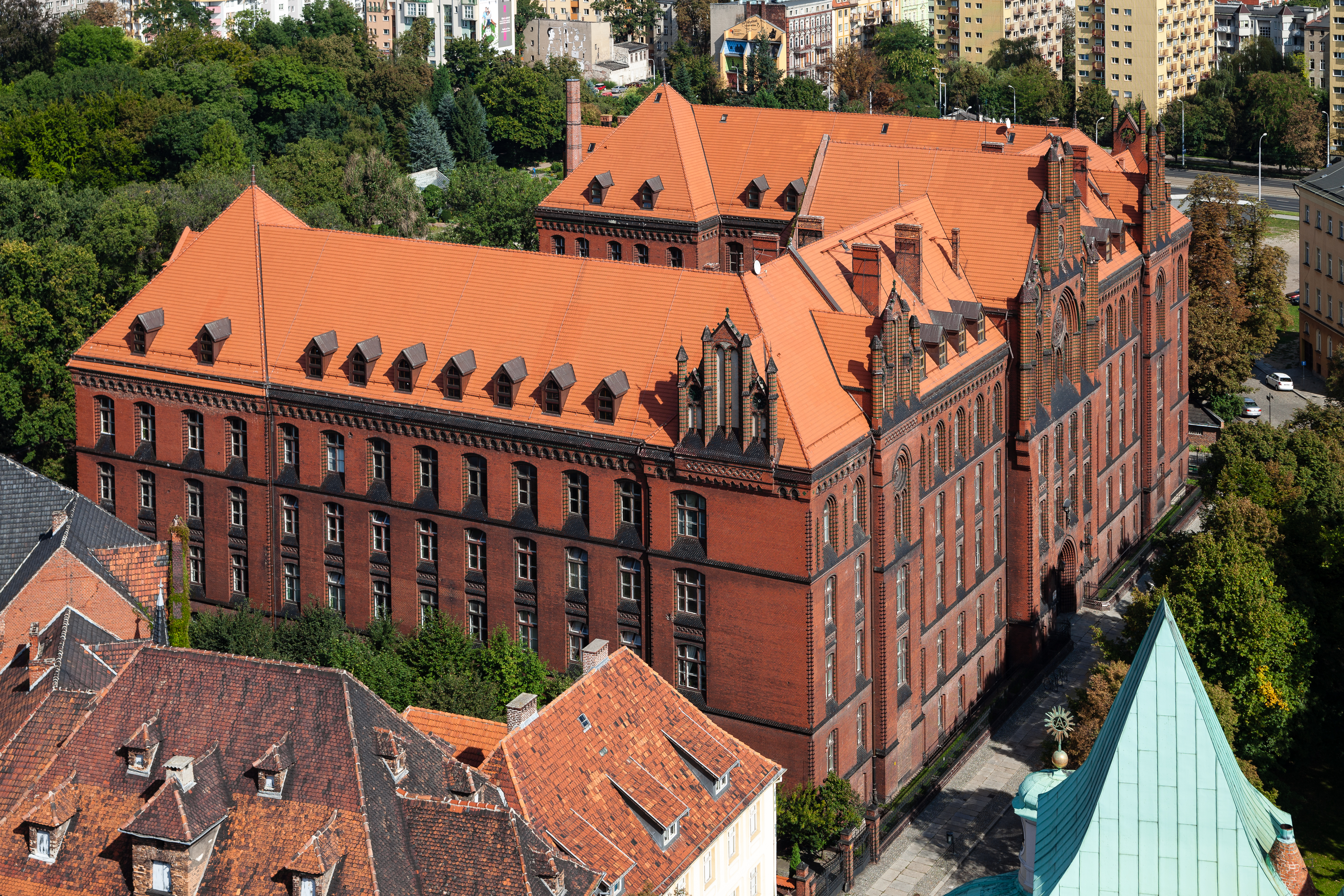
A boroszlói érseki szeminárium

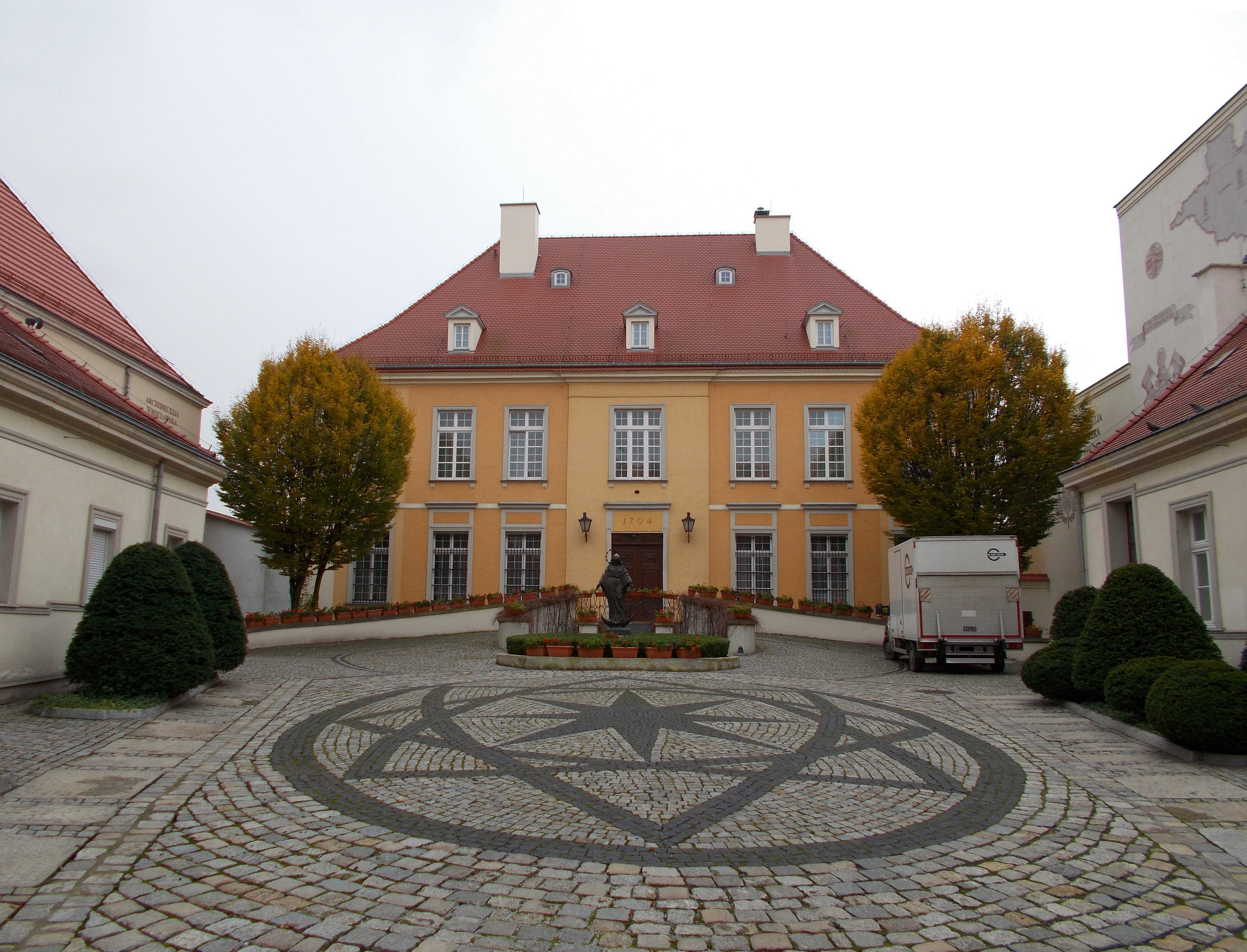
Az érseki rezidencia

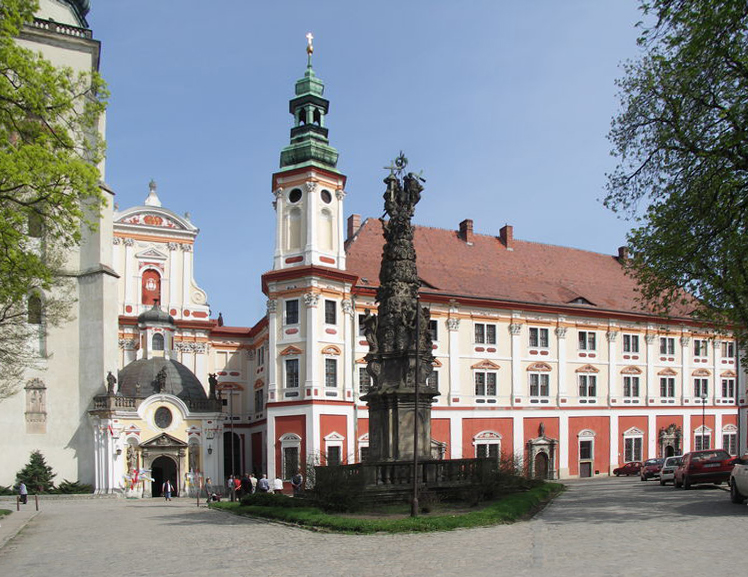
A ciszterciek kolostora, Henryków

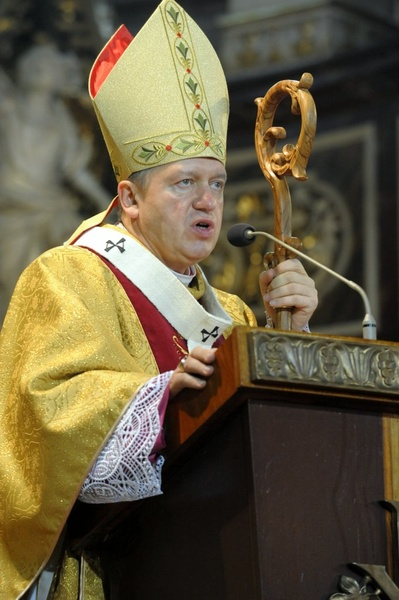
Józef Piotr Kupny metropolita érsek

A Wrocławi főegyházmegye vagy Boroszlói (Breslaui) főegyházmegye egyike a római katolikus egyház metropólia főegyházmegyéinek Lengyelországban, amelyet 1000. március 15-én alapítottak. Az érseki széke Wrocław városában A főegyházmegyének két szuffragán egyházmegyéje van, a Legnicai és a Świdnicai egyházmegye.

## Püspökei
A kétévesnél rövidebb betöltetlen periódusok nélkül. A tisztség általában betöltője halálával ér véget.
- Jan † (1000–?)
- Hieronim † (1046–1062)
- Jan II † (1063–1072)
- Piotr I † (1074–1111)
- Żyrosław I † (1112–1120)
- Heymo † (1120–1126)
- Robert I † (1126–1140)
- Robert II † (1140–1142 Krakkó érsekévé megválasztva)
- Konrad † (1142–1146)
- Jan (Janik) † (1146–1149 Gniezno érsekévé megválasztva)
- Walter z Malonne † (1149–1169. január 27.)
- Żyrosław II † (1170–1198)
- Jarosław z Opola † (1198–1201. január 13.)
- Cyprian, O.Praem. † (1201. március 1. – 1206. május 26.)
- Wawrzyniec † (1207. május 26. – 1232. június 7.)
- Tomasz I † (1232. augusztus 15. – 1268. május 30.)
  - Władysław Henrykowicz † (1268 – 1270. április 27.) (apostoli kormányzó)
- Tomasz Zaremba † (1270. szeptember 5. – 1292. március 15.)
- Jan Romka † (1292. április 24. – 1301. november 19.)
- Henryk z Wierzbna † (1302. február 2. – 1319. szeptember 23.)
- Wit de Habdank † (1319. december 25. – 1325. november 27.)
  - Lutold z Kromieryża † (1319 - 1326) (megválasztott püspök)
- Nanker † (1326. október 1. – 1341. április 8.)
- Przecław z Pogorzeli † (1342. január 28. – 1376. április 5. v. 6.)
- Wacław z Legnicy † (1382. július 28. – 1417. december 17. felmentve)
- Konrad z Oleśnicy † (1417. december 17. – 1447. augusztus 9.)
- Piotr Nowak † (1447. október 10. – 1456. február 6.)
- Jodok z Rożemberka † (1456. június 9. – 1467. december 15.)
- Rudolf von Rüdesheim † (1468. április 27. – 1482. január 17.)
- Jan Roth † (1482. március 4. – 1506. január 21.)
- Thurzó János † (1506. január 21. követő – 1520. augusztus 2.)
- Jakub von Salza † (1521. július 24. – 1539. augusztus 25.)
- Baltazar von Promnitz † (1540. április 21. – 1562. január 20.)
- Kaspar von Logau † (1562. április 17. – 1574. június 4.)
- Marcin Gerstmann † (1574. augusztus 31. – 1585. május 23.)
- Andreas Jerin † (1585. szeptember 9. – 1596. november 5.)
  - Bonaventura Hahn † (1596. december 5. – 1599. március 18. törölt státus) (megválasztott püspök)[1]
  - Paul Albert † (1599. augusztus 18. – 1600. május 6.) (megválasztott püspök)[2]
- Jan von Sitsch † (1601. január 24. – 1608. április 25.)
- Karl I Habsburg † (1608 szeptembere– 1624. december 28.)
- Karl Ferdinand von Vasa † (1625. május 3. – 1655. május 9.)
- Habsburg Lipót Vilmos főherceg † (1656. január 21. – 1662. november 2.)
- Habsburg Károly József főherceg † (1663. április 23. – 1664. január 27.)
- Sebastian Ignaz von Rostock † (1665. január 12. – 9 giugno 1671. június 9.)
- Federico d'Assia-Darmstadt † (1672. március 21. – 1682. február 19.)
- Franz Ludwig am Rhein zu Neuburg † (1683. augusztus 26. – 1732. április 18.)
- Sinzendorf Fülöp Lajos (Philipp Ludwig von Sinzendorf) † (1732. szeptember 3. – 1747. szeptember 28.)
- Philipp Gotthard von Schaffgotsch † (1748. március 5. – 1795. január 5.)
  - Johann Moritz von Strachwitz † (1766. április 4. – 28 gennaio 1781. január 28.) (Poroszország apostoli vikáriusa)
  - Anton Ferdinand von Rothkirch und Panthen † (1781. június 25. – 1795) (Poroszország apostoli vikáriusa)
- Joseph Christian Franz de Paula zu Hohenlohe-Waldenburg-Bartenstein † (1795. január 5. követő –  1817. január 21.)
  - Betöltetlen (1817–1823)
- Emanuel von Schimonski-Schimoni † (1823. október 16. – 1832. december 27.)
- Leopold Sedlnitzky Choltiz von Odrownocz † (1835. október 27. – 1840. október 10. felmentve)
- Joseph Knauer † (1841. augusztus 27. – 1844. május 16.)
- Melchior Ferdinand Joseph von Diepenbrock † (1845. január 15. – 1853. január 20.)
- Heinrich Ernst Karl Förster † (1853. április 19. – 1881. október 20.)
- Robert Herzog † (1882. március 24. – 1886. december 26.)
- Georg von Kopp † (1887. augusztus 9. – 1914. március 4.)
- Adolf Bertram † (1914. május 25. – 1945. július 6.)
  - Betöltetlen (1945–1972)
- Bolesław Kominek † (1972. június 28. – 1974. március 10.)
- Henryk Roman Gulbinowicz † (1976. január 3. – 2004. április 3. visszavonult)
- Marian Gołębiewski (2004. április 3. – 2013. május 18. visszavonult)
- Józef Piotr Kupny, 2013. május 18. óta

## Szomszédos egyházmegyék
- Świdnicai egyházmegye (délnyugat)
- Legnicai egyházmegye (nyugat)
- Zielona Góra-Gorzówi egyházmegye (északnyugat)
- Poznańi főegyházmegye (észak)
- Kaliszi egyházmegye (északkelet)
- Opolei egyházmegye (délkelet)

## Fordítás
- Ez a szócikk részben vagy egészben  a   Vroclavo arkivyskupystė című litván Wikipédia-szócikk ezen változatának fordításán alapul.  Az eredeti cikk szerkesztőit annak laptörténete sorolja fel. Ez a jelzés csupán a megfogalmazás eredetét és a szerzői jogokat jelzi, nem szolgál a cikkben szereplő információk forrásmegjelöléseként.
- Ez a szócikk részben vagy egészben  az   Arcidiocesi di Breslavia című olasz Wikipédia-szócikk ezen változatának fordításán alapul.  Az eredeti cikk szerkesztőit annak laptörténete sorolja fel. Ez a jelzés csupán a megfogalmazás eredetét és a szerzői jogokat jelzi, nem szolgál a cikkben szereplő információk forrásmegjelöléseként.